# Hyke Lyklema
Hyke Lyklema (* 14. Oktober 2002 in Leeuwarden) ist eine niederländische Volleyballspielerin.

## Karriere
Lyklema begann ihre Karriere bei Reva Gorredijk. In ihrer Jugend spielte sie anschließend bei Impala Leek und Veracles Groningen. 2018 ging sie zum Talentteam Papendal. Mit der Juniorinnen-Nationalmannschaft der Niederlande nahm die Zuspielerin 2021 an der U21-Weltmeisterschaft 2021 im eigenen Land teil. 2022 wechselte Lyklema zum tschechischen Erstligisten VK Dukla Liberec. In der Saison 2023/24 spielte sie in der Schweiz und wurde mit Genève Volley Fünfter in der Liga. 2024 wurde sie vom deutschen Bundesligisten Ladies in Black Aachen verpflichtet.